# Camiri
Camiri est une ville du département de Santa Cruz en Bolivie située dans la province de Cordillera. Sa population s'élevait à 26 505 habitants en 2001.